# 네우켄주

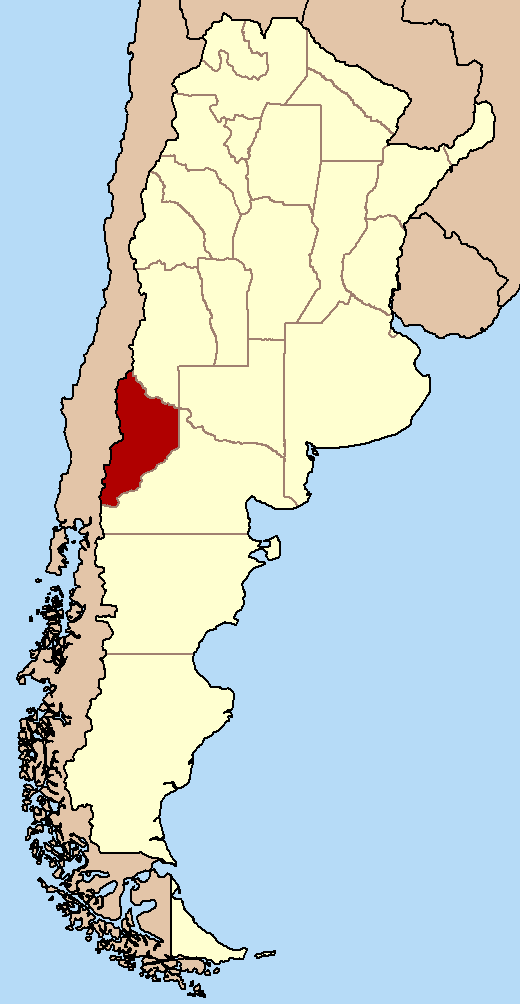
네우켄 주

네우켄주(Neuquén)는 아르헨티나의 주로, 이 나라 서부에 자리하며, 파타고니아의 북쪽 끝부분을 이룬다. 주변에는 북쪽의 멘도사주, 남동쪽의 리오네그로 주가 있으며, 서쪽으로는 칠레와 접하고 있다. 북동쪽 끄트머리로 라팜파주와 만난다. 16개 군을 관할한다.

## 역사
1962년에 펠리페 사파그은 대중 노이키노 운동을 대표하여 주지사로 선출되었지만, 3월에 진보적인 대통령 아르투로 프론디지에 대한 쿠데타로 사파그가 취임하는 것을 막았다. 1963-66년과 1973-76년에 주지사가 되었고, 아르헨티나에서 가장 빠르게 성장하는 주들 중 하나를 이끌었다. 1964년에 코마휴 국립 대학교가 설립되었고 1971년에 코마휴 국립 대학교로 통합되었다. 1976년 3월 이사벨 페론에 대한 폭력적인 쿠데타에 이어 주지사로서 해임된 펠리페 사파그는 1983-1987년과 1995-1999년에 공직으로 복귀되었다. 부에노스아이레스로부터의 공공 사업과 정치적 독립에 대한 그의 강조는 그와 MPN의 후계자들이 그 이후로 모든 주 전체 선거에서 승리하는 데 도움을 주었다. 그의 형 엘리아스 사파그는 1963년부터 1966년까지, 1973년부터 1976년까지, 1983년부터 1993년까지 상원의원이 되었다. 1987년부터 1991년까지 페드로 살바토리 주지사, 1991년부터 1995년까지 호르헤 소비치 주지사, 1999년부터 2007년까지 호르헤 사파그 주지사를 선출했다.
1955년 이래로 네우켄 주는 국가 에너지 공급에 큰 영향을 미치는 번영한 주가 되었고 성장하는 관광지로서 파타고니아 지역과 아르헨티나의 대부분의 다른 주들을 능가했다.

주기
주 문장